# 1106-os mellékút (Magyarország)
Az 1106-os számú  mellékút egy körülbelül 17 kilométer hosszú mellékút Komárom-Esztergom vármegye, illetve kisebb részben (utolsó, nagyjából 3 kilométeres szakaszán) Pest vármegye területén. A Gerecse és a Zsámbéki-medence között fekvő települések egy részét köti össze a 10-es, illetve a 102-es főúttal. Fő iránya a kiindulási pontjától nagyjából déli, de a domborzati viszonyok miatt az egyes szakaszainak iránya rendkívül változatos.

## Nyomvonala
Dorog déli részén ágazik ki a 10-es főútból, nem sokkal később átlép Csolnok területére, végighalad a település központján (a helység egyetlen közúti megközelítési útvonalaként), majd Dág következik. Még mielőtt elérné ez utóbbi falu lakott területét, egy bekötőút ágazik ki belőle Kiscsévpuszta településrész felé. Dág után torkollik bele a Sárisáp, Annavölgy és Ebszőnybánya felől érkező 1121-es mellékút, majd az Únyi-patak völgyébe fordul. A következő csomópontja a Bajna, Epöl és Máriahalom felől érkező 1122-es út betorkollása, majd eléri Úny lakott területét. Végigkanyarog a falu központján, majd nem sokkal később a Pest vármegyei Tinnye területére lép át. Ez utóbbi község központjában, a 102-es főúthoz csatlakozva ér véget, annak a 16+700-as kilométerszelvénye közelében.
Teljes hossza, az országos közutak térképes nyilvántartását szolgáló kira.gov.hu adatbázisa szerint 16,928 kilométer.